# Ґедути
Ґедути (пол. Gieduty, нім. Gedauten) — село в Польщі, у гміні Орнета Лідзбарського повіту Вармінсько-Мазурського воєводства.
Населення — 6 осіб (2011).
У 1975-1998 роках село належало до Ельблонзького воєводства.

## Демографія
Демографічна структура станом на 31 березня 2011 року:
|          | Загалом | Допрацездатний вік | Працездатний вік | Постпрацездатний вік |
| -------- | ------- | ------------------ | ---------------- | -------------------- |
| Чоловіки | 3       | 1                  | 2                | 0                    |
| Жінки    | 3       | 0                  | 2                | 1                    |
| Разом    | 6       | 1                  | 4                | 1                    |